# Exelastis
Exelastis là một chi bướm đêm thuộc họ Pterophoridae.

## Các loài
- Exelastis atomosa (Walsingham, 1885)
- Exelastis bergeri Bigot, 1969
- Exelastis boireaui Bigot, 1992
- Exelastis caroli Gielis, 2008
- Exelastis crepuscularis (Meyrick, 1909)
- Exelastis crudipennis (Meyrick, 1932)
- Exelastis dowi D. L. Matthews & B. Landry, 2008
- Exelastis ebalensis (Rebel, 1907)
- Exelastis luqueti (Gibeaux, 1994)
- Exelastis montichristi (Walsingham, 1897)
- Exelastis pavidus (Meyrick, 1908)
- Exelastis phlyctaenias (Meyrick, 1911)
- Exelastis pilum Gielis, 2009
- Exelastis pumilio (Zeller, 1873)
- Exelastis rhynchosiae (Dyar, 1898)
- Exelastis robinsoni Gibeaux, 1994
- Exelastis sarcochroa (Meyrick, 1932)
- Exelastis viettei (Gibeaux, 1994)
- Exelastis vuattouxi Bigot, 1970